# Трёхлинейчатая ящерица
Трёхлинейчатая ящерица (лат. Lacerta trilineata) — вид ящериц из семейства настоящих ящериц.
Общая длина достигает 40—50 см, из которых туловище составляет всего 16 см. Молодые ящерицы имеют коричневый цвет с тремя желтовато-белыми продольными полосами на спине. Отсюда и происходит название этой ящерицы. Окраска зелёного цвета с чёрными пятнышками. Во время брачного сезона у самцов бока головы и горло становится светло-синим или голубым.
Любит сухие места, можжевеловые и фисташковые леса, дубовые леса, боры, кустарники, каменистые склоны, горные степи. Хорошо лазает по деревьям. Может прыгать с высоты 2—3 метров. Питается насекомыми, мелкими позвоночными, небольшими ящерицами.
Яйцекладущая ящерица. Спаривание происходит в апреле — начале мая. Самка за 1 раз откладывает 9—18 яиц. За сезон бывает несколько кладок общей численностью до 30 яиц. В конце июля появляются молодые ящерицы длиной 7—8 см.
Некоторые подвиды трехлинейчатой ящерицы на Кавказе считают ядовитыми, хотя это не соответствует действительности.
Вид распространён в Греции, восточной Болгарии, юго-восточной Румынии Албании, Македонии Черногории, Хорватии, Боснии и Герцеговине, Сербии, западной и центральной Турции, западной Сирии, на островах восточной части Средиземного моря, Кавказе, северном Ираке, юго-западном Иране, Краснодарском крае (Россия). Встречается на высоте от 0 до 1600 метров над уровнем моря.